# Eugène Coulon
Eugène Coulon (ur. 6 maja 1874 w Lille, zm. 18 czerwca 1954 tamże) – francuski piłkarz wodny, medalista olimpijski Letnich Igrzysk Olimpijskich 1900 w Paryżu.
Wraz z drużyną Pupilles de Neptune de Lille zdobył brązowy medal w piłce wodnej.